# 軍事目標主義
軍事目標主義（ぐんじもくひょうしゅぎ）とは、戦争・武力紛争時における戦闘地域以外への攻撃は軍事目標のみに許され、非軍事目標に対する攻撃を許さないという国際人道法の基本原則。戦闘地域以外への攻撃とは、陸戦では砲撃、海上からの地上砲撃、航空機による爆撃などがこれに相当する。
戦闘地域における戦闘行動では、ハーグ陸戦規則第23条での禁止行為や兵器の規制などのほかには規制はされないが、戦闘地域以外への攻撃（砲爆撃）では軍事目標主義をはじめとする規制を受ける。

## 軍事目標の定義
軍事目標の定義として、1923年の空戦規則案第24条では「その破壊または毀損が明らかに軍事的利益を交戦者に与えるような目標」としたが、1977年第一議定書第52条第2項では「物については、その性質・位置・用途または使用が軍事的行動に有効に役立つもので、かつその破壊または毀損、その捕獲または無力化がその時の状況において明確な軍事的利益をもたらすものに限られる」とした。

## 軍事目標の種類
1956年の「戦時に一般住民の蒙る危険を制限するための規則案」（赤十字国際委員会）付属書第1項において、軍事目標を下記の通り列挙している。
(1)軍隊
(2)軍隊の占領する陣地・建物
(3)兵営・要塞・軍関係とその関連施設
(4)軍需品集積所
(5)飛行場・ロケット基地・海軍基地
(6)軍用の交通線と交通手段
(7)放送局・軍用の電信電話局
(8)戦争遂行のために基本的に重要な産業
　(イ)武器製造工場
　(ロ)軍事的性質をもつ物資製造工場
　(ハ)軍事的性質をもつ原料製造工場
　(二)上記（イ）ないし（ハ）の産業のための貯蔵と輸送の施設
　(ホ)主に国防のためのエネルギー（石炭・石油・原子力など）の供給施設と、主に軍用のガス・電力の生産施設

## 条約
1907年ハーグ条約・陸戦法規慣例条約の陸戦規則第25条では砲撃・攻撃の禁止が規定されており、戦時海軍砲撃条約第1条では無防守都市への無差別攻撃を禁止し、第2条では無防守都市の中でも軍事目標を指向した攻撃を許可している。1923年の空戦規則案第24条では軍事目標への攻撃を適法と認めている。

### 陸戦における砲撃
陸戦における都市への砲撃は、慣習法上、防守された都市への無差別攻撃の権利を認めている。
一方、無防守都市への砲撃は、1907年ハーグ条約・陸戦法規慣例条約の陸戦規則第25条では「防守せざる都市・村落・住宅または建物は、いかなる手段によるも、これを攻撃または砲撃することをえず」として、これを禁じている。
また、同第27条では、軍事上の目的に使用されない「宗教、技芸、学術及慈善の用に供せらるる建物、歴史上の記念建造物、病院並病者及傷者の収容所」は、成るべく損害を与えないようにすることを定める。

### 海戦における砲撃
陸軍が都市・港湾等を占領することを援護するために行う海軍による対地砲撃では、陸戦における砲撃と同様に防守地域への無差別砲撃が認められる。
一方、陸軍の占領意図と関係のない無防守都市への海軍の砲撃は、海軍砲撃条約第1条において禁止されるが、同第2条では「軍事上の工作物、陸海軍建設物、兵器又ハ軍用材料の貯蔵所、敵の艦隊又は軍隊の用に供せらるへき工場及設備並港内に在る軍艦」は砲撃禁止の除外としている。

### 空戦における爆撃
1923年空戦規則案によると、第24条第4項「陸上軍隊の作戦行動の直近地域においては、都市、町村、住宅又は建物の爆撃は、兵力の集中が重大であって、爆撃により普通人民に与える危険を考慮してもなお爆撃を正当とするのに充分であると推定する理由がある場合に限り、適法とする」とし、防守地域（陸上軍隊の作戦行動の直近地域）の無差別爆撃を認める。ただし、その中でも「公衆の礼拝・技芸・学術または慈善の用に供される建物、歴史上の記念建造物、病院船、病院ならびに傷病者の収容所」は「爆撃から保護される建物」とする（同案第25条）
一方、第24条第3項では「陸上軍隊の作戦行動の直近地域でない都市、町村、住宅又は建物の爆撃は、禁止する」とし、無防守地域の爆撃を禁止する。しかし、無防守地域内であっても、「軍隊、軍事工作物、軍事建設物又は明らかに軍需品の製造に従事する工場であ って重要で、公知の中枢を構成するもの、軍事上の目的に使用される交通線又は運輸線」に対する爆撃を適法とする（同案第24条第1項及び第2項）

## 防守都市・無防守都市
または防守地域・無防守地域ともいう。
古くは「城郭を繞らせる都市は砲撃する事を得るも、開放せられある都市は砲撃することを得ず」と言われた。ただし、この概念の本質は、城郭の有無ではなく「占領の企図に対する抵抗」の有無であり、後に「防守」という言葉が使われるようになった。
「占領の企図に対する抵抗」とは、占領の意図をもって迫る軍隊と、都市に拠って占領に抵抗する軍隊という二つの要素を必要とし、このどちらか一方の要素が欠けても防守（占領の企図に対する抵抗）とはならない。

## 無差別攻撃
都市や地域を占領するために進出してきた軍隊に対し、その場所を防御する軍隊がいた場合、その場所は防守都市・防守地域とみなされ、その場所を攻撃する軍隊は無差別砲撃を行う権利が国際法上認められている。
この砲撃は、軍事利用されている建物や一般市民の住居する建物とを区別せず、地域全体にわたる砲撃であるという意味で無差別砲撃（攻撃）という。ただし、ハーグ陸戦規則においては、攻囲及び砲撃を行うにあたっては、宗教、技芸、学術、慈善の用途に使用されている建物、歴史上の記念建造物、病院、傷病者の収容所は、同時に軍事目的に使用されていない限り、これに対しなるべく損害を与えない為の必要な一切の手段を取らなければならない。これにあたっては、攻囲された側は識別し易い徽章をもって建物または収容所を表示する義務を負い、攻囲者に予め通告する必要がある。